# Regionalflughafen Zona da Mata

i8
i11
i13
Der Aeroporto Presidente Itamar Franco, (IATA-Code: IZA, ICAO-Code: SBZM), allgemein als Regionalflughafen Zona da Mata bezeichnet, ist ein brasilianischer Flughafen, der Juiz de Fora und die Region Zona da Mata Mineira in der Gemeinde Goianá bedient. Seit dem 8. März 2012 ist der Flughafen nach Itamar Augusto Cautiero Franco, dem 33. Präsidenten Brasiliens, benannt. Er wird von der Firma Socicam betrieben. Er verfügt über die zweitlängste Start- und Landebahn in Minas Gerais mit 2.525 m Länge und 45 m Breite.

## Geschichte
Der Bau des Flughafens wurde 2007 abgeschlossen, aber der kommerzielle Betrieb begann erst am 23. August 2011.
Im März 2011 stellte Infraero die Verwaltung des Flughafens ein und Multiterminais Alfandegados do Brasil wurde der neue Verwalter.
Im Januar 2015 übergab die Regierung von Minas Gerais im Rahmen einer öffentlichen Ausschreibung die Verwaltung des Flughafens an die Concessionária do Aeroporto da Zona da Mata S.A., die aus Socicam Administração, Projetos e Representações Ltda. und Companhia Brasileira de Comércio Exterior (CBCE) besteht.

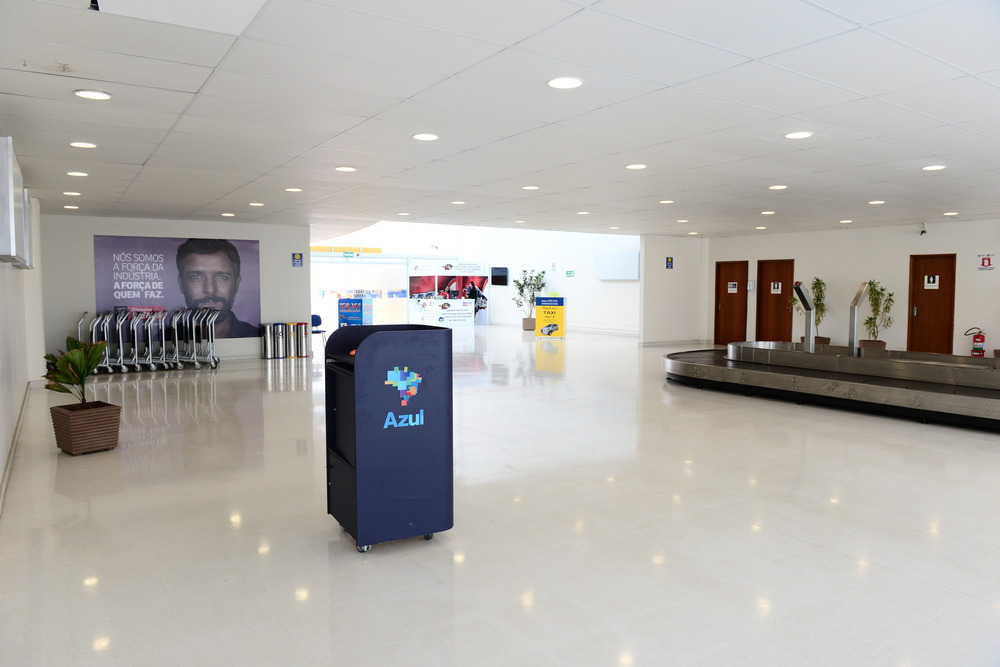
Juiz de Fora Airport 2

## Anbindung
Der Flughafen befindet sich 35 km von der Innenstadt Juiz de Fora, 64 km von der Innenstadt Ubá und 75 km von der Innenstadt Cataguases.
Im Jahr 2020 gab es zwei unabhängige Busunternehmen, die einen Shuttle-Service zum Flughafen anbieten, der von der Stadt Juiz de Fora abfährt: Viação José Maria Rodrigues und Viação Bassamar. Der Flughafen verfügt zudem über ein unabhängiges Taxiunternehmen mit dem Namen Companhia de Táxi Aeroporto Zona da Mata.